# 草生政恒
草生 政恒（くさお まさつね、1863年3月20日（文久3年2月2日） - 1957年（昭和32年）7月17日）は、日本の陸軍軍人。最終階級は陸軍少将。旧名・鍗造。

## 経歴
越後国（現新潟県）出身。草生惣蔵の二男として生れる。1882年（明治15年）9月、陸軍教導団歩兵科を卒業。1884年（明治17年）3月、歩兵軍曹に任官。同年9月、陸軍士官学校に入校。1887年（明治20年）7月21日、陸士（旧9期）を卒業し歩兵少尉に任官、歩兵第9連隊小隊長となる。1892年（明治25年）12月、陸軍大学校に入学するが、日清戦争開戦のため1894年（明治27年）7月に中退。1895年（明治28年）8月、歩兵大尉に進み歩兵第9連隊中隊長に就任。1896年（明治29年）2月、陸大に復校して、1897年（明治30年）12月、陸大（11期）を卒業した。
1899年（明治32年）11月、参謀本部員となり、1901年（明治34年）2月、歩兵少佐に昇進。1902年（明治35年）2月、第1師団参謀に転じた。同年9月、陸軍省総務局課員となり、人事局課員に転じて、1904年（明治37年）11月、歩兵中佐に進級。1905年（明治38年）9月、人事局補任課長に就任し、1907年（明治40年）11月、歩兵大佐に昇進した。
1912年（明治45年）4月、陸軍少将に進級し歩兵第10旅団長となる。1912年（大正元年）9月、 予備役に編入され、1922年（大正11年）4月、後備役となった。
1947年（昭和22年）11月28日、公職追放仮指定を受けた。

## 栄典
- 1890年（明治23年）10月15日 - 正八位[8]
- 1892年（明治25年）1月27日 - 従七位[9]
- 1907年（明治40年）12月27日 - 従五位[10]
- 1912年（明治45年）6月21日 - 正五位[11]

## 親族
- 子息 草生政克（陸軍主計少佐）[1]